# Records d'Antigua-et-Barbuda d'athlétisme

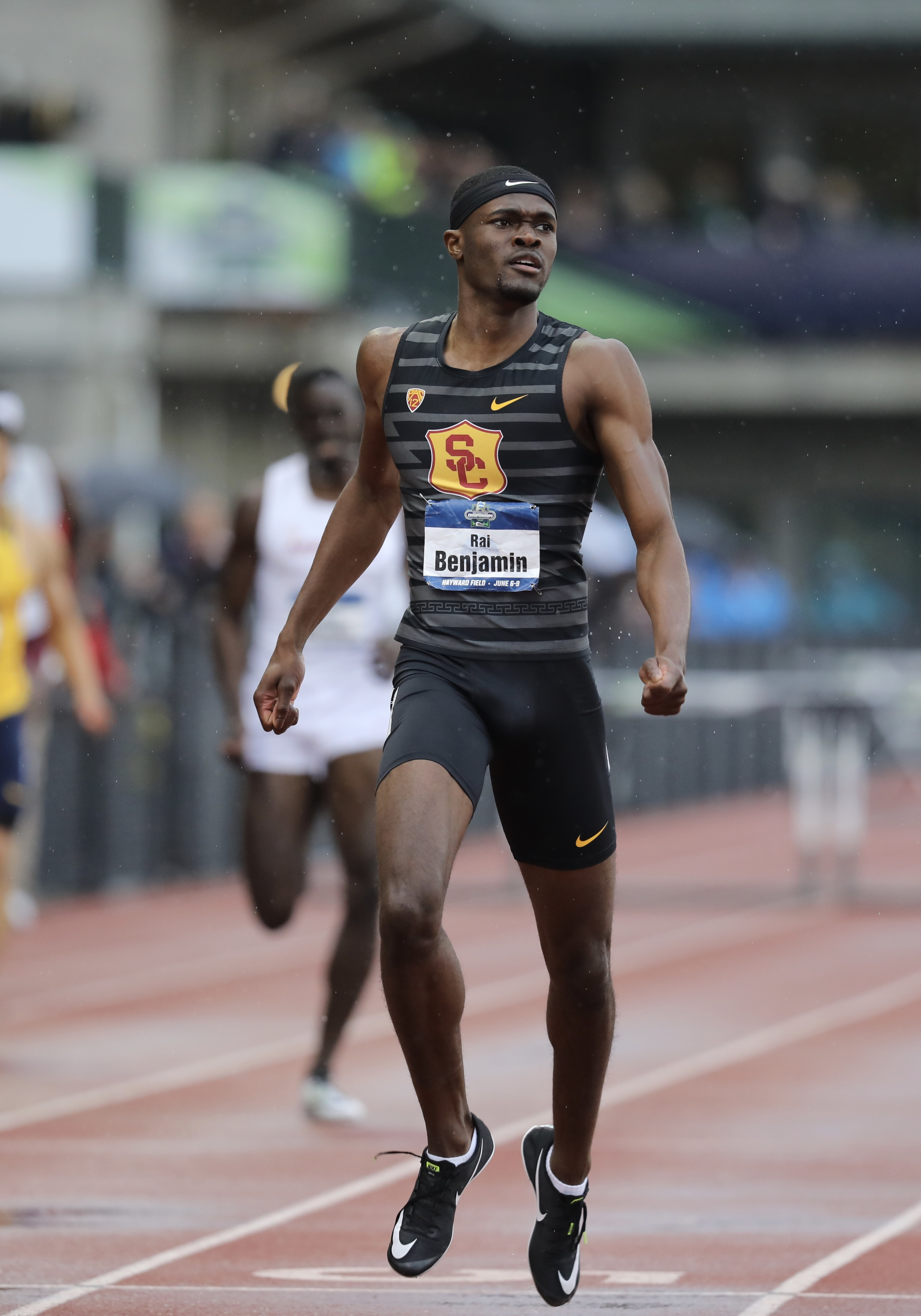
Rai Benjamin

Les records d'Antigua-et-Barbuda d'athlétisme sont les meilleures performances réalisées par des athlètes antiguais et homologuées par la Fédération antiguaise d'athlétisme (ABAA).

## Plein air

### Hommes
| Épreuve              | Record | Athlète                                                                      | Date                 | Compétition           | Lieu              | Réf.  |
| -------------------- | --- | ---------------------------------------------------------------------------- | -------------------- | --------------------- | ----------------- | ----- |
| 100 m                | 9 s 91 (-0,2 m/s) | Daniel Bailey                                                                | 17 juillet 2009      | Meeting Areva         | Saint-Denis       | [ 1 ] |
| 200 m                | 19 s 88 (+1,2 m/s) | Miguel Francis                                                               | 11 juin 2016         | JN Racers Grand Prix  | Kingston          | [ 2 ] |
| 400 m                | 44 s 74 | Rai Benjamin                                                                 | 21 avril 2018        | Mt. SAC Relays        | Torrance          | [ 3 ] |
| 800 m                | 1 min 48 s 62 | Dale Jones                                                                   | 25 août 1991         | Championnats du monde | Tokyo             | [ 4 ] |
| 1 500 m              | 3 min 49 s 41 | Dale Jones                                                                   | 19 septembre 1988    |                       | Séoul             |       |
| 3 000 m              | 9 min 10 s 97 | James Baird                                                                  | 31 mars 2002         | Jeux de la CARIFTA    | Nassau            |       |
| 5 000 m              | 15 min 13 s 4 | Dale Jones                                                                   | 11 juillet 1988      |                       | Bridgetown        |       |
| 10 000 m             | 33 min 32 s 6 | Tyrone Thibou                                                                | 1986                 |                       | Bridgetown        |       |
| Marathon             | 2 h 31 min 49 s | Cordover Simon                                                               | 28 août 1994         | Jeux du Commonwealth  | Victoria          |       |
| 110 m haies          | 14 s 07 | Randy Gillon                                                                 | 6 mai 2000           |                       | Iowa City         |       |
| 400 m haies          | 47 s 02 | Rai Benjamin                                                                 | 8 juin 2018          | Championnats NCAA     | Eugene            | [ 5 ] |
| 3 000 m steeple      | 9 min 54 s 5 | Tyrone Thibou                                                                | 31 juillet 1982      |                       | Port-d'Espagne    |       |
| Saut en hauteur      | 2,27 m | James Grayman                                                                | 7 juillet 2007       |                       | Pergine Valsugana | [ 6 ] |
| Saut à la perche     | 3,80 m | Calvin Greenaway                                                             | 2 juin 1973          |                       | Newham            |       |
| Saut en longueur     | 8,02 m | Lester Benjamin                                                              | 12 mai 1984          |                       | Baton Rouge       |       |
| Triple saut          | 16,55 m | James Browne                                                                 | 12 avril 1990        |                       | San Angelo        |       |
| Lancer du poids      | 15,87 m | Edward Byam                                                                  | 6 juin 1969          |                       | Sennelager        |       |
| Lancer du disque     | 42,79 m | Henry Greaux                                                                 | 24 juillet 1960      |                       | Kingston          |       |
| Lancer du marteau    | 31,82 m | Lethan Nelson                                                                | 8 avril 2016         | SLU Billiken Invite   | Saint-Louis       | [ 7 ] |
| Lancer du javelot    | 66,10 m | Jeffrey Skerritt                                                             | 6 juillet 2014       | Championnats OECS     | Basseterre        | [ 8 ] |
| Décathlon            | 6 027 pts | Calvin Greenaway                                                             | 26–27 septembre 1970 |                       | Londres           |       |
| Décathlon            | 11 s 2 (100 m), 7,09 m (longueur), 11,65 m (poids), 1,85 m (hauteur), 54 s 7 (400 m) / 16 s 9 (110 m haies), 23,30 m (disque), 3,66 m (perche), 48,20 m (javelot), 5 min 04 s 1 (1 500 m) |                                                                              |                      |                       |                   |       |
| 20 km marche (route) | |                                                                              |                      |                       |                   |       |
| 50 km marche (route) | |                                                                              |                      |                       |                   |       |
| 4 × 100 m            | 38 s 01 | Équipe nationale Chavaughn Walsh Daniel Bailey Jared Jarvis Miguel Francis   | 29 août 2015         | Championnats du monde | Pékin             | [ 9 ] |
| 4 × 400 m            | 3 min 9 s 46 | Équipe nationale N'kosie Barnes Michael Terry Mitchell Browne Howard Lindsay | 2 août 1996          | Jeux olympiques       | Atlanta           |       |

### Femmes
| Épreuve              | Record | Athlète                                                                               | Date            | Compétition                            | Lieu           | Réf.   |
| -------------------- | --- | ------------------------------------------------------------------------------------- | --------------- | -------------------------------------- | -------------- | ------ |
| 100 m                | 11 s 08 (+0,4 m/s) | Joella Lloyd                                                                          | 9 juin 2022     | Championnats NCAA                      | Eugene         | [ 10 ] |
| 200 m                | 22 s 66 (-0,2 m/s) | Joella Lloyd                                                                          | 9 juin 2022     | Championnats NCAA                      | Eugene         | [ 11 ] |
| 400 m                | 52 s 49 | Afia Charles                                                                          | 22 mai 2013     | Championnats de Conference USA         | Houston        | [ 12 ] |
| 800 m                | 2 min 06 s 36 | Charmaine Thomas                                                                      | 13 mai 1995     |                                        | Bloomington    |        |
| 1 500 m              | 4 min 27 s 51 | Janill Williams                                                                       | 19 juillet 2000 |                                        | Montréal       | [ 13 ] |
| 3 000 m              | 9 min 49 s 89 | Janill Williams                                                                       | 10 mai 1998     | Jeux de la CARIFTA                     | Port-d'Espagne |        |
| 5 000 m              | 16 min 56 s 42 | Janill Williams                                                                       | 11 août 2000    | Championnats du Canada                 | Victoria       | [ 14 ] |
| 10 000 m             | |                                                                                       |                 |                                        |                |        |
| Marathon             | |                                                                                       |                 |                                        |                |        |
| 100 m haies          | 15 s 77 (-0,7 m/s) | Elma Camacho                                                                          | 10 mai 2009     | Championnats de la Sun Belt Conference | Murfreesboro   | [ 15 ] |
| 400 m haies          | 1 min 02 s 21 | Barbara Selkridge                                                                     | 6 août 1988     |                                        | Syracuse       |        |
| 3 000 m steeple      | |                                                                                       |                 |                                        |                |        |
| Saut en hauteur      | 1,91 m | Priscilla Frederick                                                                   | 22 juillet 2015 | Jeux panaméricains                     | Toronto        |        |
| Saut à la perche     | |                                                                                       |                 |                                        |                |        |
| Saut en longueur     | 6,22 m | Amy Harris                                                                            | 6 juillet 2014  |                                        | Basseterre     |        |
| Triple saut          | 11,35 m (-0,5 m/s) | Janicia Charles                                                                       | 10 mai 2003     |                                        | Orlando        | [ 16 ] |
| Lancer du poids      | 17,32 m | Jess St. John                                                                         | 13 avril 2018   | Jeux du Commonwealth                   | Gold Coast     | [ 17 ] |
| Lancer du disque     | 43,84 m | Jess St. John                                                                         | 26 mars 2016    | UTEP Springtime                        | El Paso        | [ 18 ] |
| Lancer du marteau    | 59,49 m A | Althea Charles                                                                        | 24 octobre 2011 | Jeux panaméricains                     | Guadalajara    | [ 19 ] |
| Lancer du javelot    | 41,11 m | Amanda Edwards                                                                        | 9 avril 2007    | Jeux de la CARIFTA                     | Providenciales | [ 20 ] |
| Heptathlon           | 3 683 pts | Elma Camacho                                                                          | 8–9 mai 2009    | Championnats de la Sun Belt Conference | Murfreesboro   | [ 21 ] |
| Heptathlon           | 15 s 78 (+1,4 m/s) (100 m haies), 1,39 m (hauteur), 9,34 m (poids), 27 s 47 (+5,8 m/s) (200 m) / 4,82 m (-2,2 m/s) (longueur), 23,50 m (javelot), 2 min 54 s 65 (800 m) |                                                                                       |                 |                                        |                |        |
| 20 km marche (route) | |                                                                                       |                 |                                        |                |        |
| 4 × 100 m            | 46 s 22 | Équipe nationale Chandora Codrington Heather Samuel Anika Jno Baptiste Sonia Williams | 2 mai 2004      |                                        | Port-d'Espagne |        |
| 4 × 400 m            | 3 min 39 s 32 | Équipe nationale Joycelyn Joseph Ruperta Charles Monica Stevens Laverne Bryan         | 10 août 1984    | Jeux olympiques                        | Los Angeles    |        |